# 리벨리온 (기업)
리벨리온(Rebellions)은 인공지능 반도체와 신경망 처리 장치를 설계하는 대한민국의 기업이다.

## 역사
2020년 9월, 미국의 인텔과 스페이스X 출신의 박성현 대표와 오진욱 최고기술책임자(CTO) 등이 공동 창업하였다.
2024년 6월 12일, SK텔레콤의 AI 반도체 계열사 사피온코리아와 연내 통합 법인을 출범시킬 예정이라고 밝혔다. 8월, 양사 합병을 위한 본계약이 체결되었고, 합병 추진 6개월 만인 2024년 '리벨리온'이라는 사명으로 출범하였다. 합병 법인의 단독 대표는 공동 창업자 중 한 명인 박성현 대표이사로 결정되었다.

## 제품
설립 1년 3개월 만인 2021년 11월, 파이낸스 AI반도체 아이온(ION)을 개발하였다. 파운드리 기업인 대만의 TSMC가 아이온 제작을 담당하였다.